# Palm Beach Cup aprile 1985 - Singolare
Il singolare del torneo di tennis Palm Beach Cup aprile 1985, facente parte del Virginia Slims World Championship Series 1985, ha avuto come vincitrice Chris Evert che ha battuto in finale Hana Mandlíková con il punteggio di 6–3, 6–3.

## Teste di serie
1. Chris Evert (Campionessa)
2. Hana Mandlíková (finale)

1. Pam Shriver (semifinali)
2. Carling Bassett-Seguso (semifinali)

## Tabellone

### Legenda
| - Q = Qualificato - WC = Wild card - LL = Lucky loser | - ALT = Alternate - SE = Special Exempt - PR = Protected Ranking | - w/o = Walkover - r = Ritirato - d = Squalificato |

|  | Primo turno | Primo turno            | Primo turno            | Primo turno | Primo turno |  |  | Semifinali | Semifinali             | Semifinali             | Semifinali      | Semifinali |   |  | Finale | Finale      | Finale | Finale | Finale |  |
|  |             |                        |                        |             |             |  |  |            |                        |                        |                 |            |   |  |        |             |        |        |        |  |
|  |             |                        |                        |             |             |  |  |            |                        |                        |                 |            |   |  |        |             |        |        |        |  |
|  |             |                        |                        |             |             |  |  | 1          | Chris Evert            | Chris Evert            | 6               | 6          |   |  |        |             |        |        |        |  |
|  | 4           | Carling Bassett-Seguso | Carling Bassett-Seguso | 7           | 6           |  |  | 4          | Carling Bassett-Seguso | Carling Bassett-Seguso | 2               | 1          |   |  |        |             |        |        |        |  |
|  |             | Kathy Horvath          | Kathy Horvath          | 6           | 4           |  |  |            |                        |                        |                 |            |   |  | 1      | Chris Evert | 6      | 6      | 7      |  |
|  |             |                        |                        |             |             |  |  |            |                        | 2                      | Hana Mandlíková | 3          | 3 |  |        |             |        |        |        |  |
|  |             |                        |                        |             |             |  |  | 3          | Pam Shriver            | Pam Shriver            | 6               | 6          |   |  |        |             |        |        |        |  |
|  |             |                        |                        |             |             |  |  | 2          | Hana Mandlíková        | Hana Mandlíková        | 7               | 7          |   |  |        |             |        |        |        |  |
|  |             |                        |                        |             |             |  |  |            |                        |                        |                 |            |   |  |        |             |        |        |        |  |